# Anobrium oberthuri
Anobrium oberthuri är en skalbaggsart som beskrevs av Belon 1903. Anobrium oberthuri ingår i släktet Anobrium och familjen långhorningar. Inga underarter finns listade i Catalogue of Life.